# Sítios arqueológicos de Bat, Al-Khutm e Al-Ayn
Os sítios arqueológicos de Bat, Al-Khutm e Al-Ayn (em árabe: ٱلْمَوَاقِع ٱلْأَثَرِيَّة فِيْ بَات وَٱلْخُطْم وَٱلْعَيْن, translit. Al-Mawāqiʿ al-Athariyyah fī Bāt wal-Khuṭm wal-ʿAyn) foram declarados Patrimônio Mundial pela UNESCO em 1988. O complexo arqueológico proto-histórico de Bat, al-Khutm e al-Ayn representa um dos conjuntos de assentamentos e necrópoles mais completos e bem preservados do terceiro milênio a.C. em todo o mundo. O local principal faz parte da vila moderna de Bat, no Wadi Sharsah, aproximadamente 24 quilômetros a leste da cidade de Ibri, na província de Al-Dhahira, no noroeste de Omã. O complexo também inclui uma torre monumental em al-Khutm e uma necrópole em al-Ayn. Esses elementos, juntamente com assentamentos rurais, sistemas de irrigação agrícola e paisagens fossilizadas da Idade do Bronze, formam um exemplo único de relíquias culturais em um estado excepcional de preservação.

## Conservação
Os sítios arqueológicos não receberam restauração ou qualquer tipo de conservação antes de serem protegidos pela UNESCO. Como resultado, o seu isolamento foi a única forma de proteção. Um dos maiores desafios para preservar esses locais vem dos moradores locais, que retiram materiais de construção dos sítios arqueológicos.

## Desenvolvimento
Uma estrada entre Omã e a Arábia Saudita, que passa pelas aldeias, foi concluída em setembro de 2021.